# 迈克尔·埃奇森
迈克尔·埃奇森（英語：Michael Edgson，1969年5月6日—），加拿大男子游泳运动员。他曾代表加拿大参加1984年、1988年和1992年夏季残疾人奥林匹克运动会游泳比赛，获得十八枚金牌和三枚银牌。